# Hjernesange
Hjernesange er et studiealbum af Peter Lund Madsen og Henrik Balling udgivet under navnet Verdens Farligste Dyr. Det udkom i oktober 2002 på pladeselskabet MusicPeople. 
Albummet indeholder tekster af Peter Lund Madsen omhandlende hjernens funktioner og menneskets oprindelse. Musikken, der er komponeret af Henrik Balling, er en blanding af tango- og kabaretkompositioner inspireret af portugisisk fado og fransk musette. Madsen og Balling gæstes på albummet af sangerne Bjørn Fjæstad og Mark Linn. 
Konstellationens navn refererer til forestillingen om, at mennesket skulle være verdens farligste dyr.

## Spor
Alt tekst og musik er skrevet af Peter Lund Madsen og Henrik Balling. 
1. "Hjernespind" – 3:21
2. "Sydaben" – 2:25
3. "I natlampens skær" – 2:11
4. "Drømmevals" – 3:05
5. "Krybdyrhjernen" – 3:25
6. "Neandertaleren"  – 4:27
7. "Hjernesang" 	– 3:17
8. "Den præfontale cortex" – 1:45
9. "De gode manerer" – 2:52
10. "Det kulturelle Rubicon" – 2:57
11. "Smilet" – 2:59

## Personel
- Peter Lund Madsen – tekst
- Henrik Balling – musik, arrangement, guitar, keyboards, producer, teknik, mix
- Bjørn Fjæstad – vokal (undtagen spor 1, 7)
- Mark Linn – vokal (spor 1, 7)
- Gorm Ravn-Jonsen – percussion (spor 1, 3, 6, 11), bas (spor 1), teknik, mix
- Gæst Vincent Ringtved – piano (spor 7)
- Jan Eliasson – mastering
- Morten Bue – mastering
- PizziE – coverdesign
- Dianna Nilsson – coverfoto